# Хмелевка (Ивано-Франковская область)
Хмелевка (укр. Хмелівка) — село в Богородчанской поселковой общине Ивано-Франковского района Ивано-Франковской области Украины.
Население по переписи 2001 года составляло 709 человек. Занимает площадь 16 км². Почтовый индекс — 77720. Телефонный код — 03471.